# Maurizio Carnino
Maurizio Carnino (Torino, 7 marzo 1975) è un ex pattinatore di short track e pattinatore di velocità su ghiaccio italiano.

## Biografia
La sua prima gara in nazionale è stata la Europa Cup del 1993, a soli 18 anni.
Nel 1994 partecipa ai XVII Giochi olimpici invernali di Lillehammer vincendo la medaglia d'oro nella staffetta 5000 mt.
Nel 1996 diventa, a soli 21 anni, l'atleta più "anziano" della squadra italiana, nonché uno dei leader trascinatori.
Nel 2002 vince la medaglia d'argento nella staffetta 5000 mt. ai XIX Giochi olimpici invernali di Salt Lake City.
Tra il 1994 e il 1998 è uno dei più forti atleti del mondo nella distanza dei 500 mt, detentore del record mondiale nel 1995.
Molto competitivo anche nei 1000 mt., dove come miglior risultato ottiene il 3º posto ai campionati mondiali del 1995. 
Conclude la sua carriera a Torino, dove, cambiando specialità, partecipa con la nazionale italiana di pista lunga ai XX Giochi olimpici invernali, qualificandosi nella distanza dei 500 mt. con il tempo di 35"85.
- 14 anni in nazionale A
- 4 partecipazioni olimpiche
- 3 titoli italiani assoluti
- 21 volte sul podio in coppa del mondo

Noto ai compagni e agli avversari come "Mao", vive attualmente a Rotzo (Vicenza).

## Palmarès

### Giochi olimpici invernali
- 2 medaglie:
  - 1 oro (5000 m staffetta a Lillehammer 1994)
  - 1 argento (5000 m staffetta a Salt Lake City 2002)

### Campionati mondiali di short track
- 4 medaglie:
  - 1 oro (5000 m staffetta a L'Aia 1996)
  - 1 argento (5000 m staffetta a Gjøvik 1995)
  - 4 bronzi (500 m e 1000 m Gjøvik 1995; 5000 m staffetta a Nagano 1997; 500 m a Jeonju 2001)

### Campionati mondiali di short track a squadre
- 2 medaglie:
  - 2 bronzi (Lake Placid 1996, Seoul 1997)

### Campionati europei di short track
- 6 medaglie:
  - 5 ori (500 m nel 2001, 5000 m staffetta nel 1999, 2000, 2001, 2002 e 2004)
  - 1 argento (5000 m staffetta nel 1998)